# Український гуманітарний ліцей

будівля ліцею, типовий проєкт 108-А

Український гуманітарний ліцей Київського національного університету імені Тараса Шевченка (УГЛ) — загальноосвітній навчальний заклад у Печерському районі міста Києва. Заснований 28 серпня 1991 року. У ліцеї навчаються учні 8—11 класів. Прийом здійснюється на конкурсній основі. Профільні напрями підготовки: історико-філософський, філологічний, IT-економічний, юридичний, природничий, психологічний, культурологічний, мистецький. 

## Історія
1991 — рік заснування, засновники: Київський державний університет імені Тараса Шевченка і відділ народної освіти Ленінського райвиконкому (пізніше Старокиївський, нині Печерський район);

2006 — мистецька галерея, зразковий ліцей-Музей;

2007—2015 — перший в Україні за результатами ЗНО;
2019—2021 — Золота Сова за кількість переможців Всеукраїнського рівня з написання робіт МАН.

## Структура ліцею та правила прийому
Набір відбувається до 8, 9 та 10 класів.
7 профілів навчання: історико-філософський, філологічний, IT-економічний, юридичний, природничий, психологічний, культурологічний.
Вступ відбувається на основі:
- за результатами навчальних досягнень (конкурс табелів або свідоцтв про базову загальну середню освіту).
- психологічної співбесіди зі вступником та батьками.
- письмове очне тестування з історії України, української мови, української літератури, математики, англійської мови.

Мови, що вивчаються як перші: українська та англійська (обов'язково).
Мови, що вивчаються як другі: французька, іспанська, німецька (за вибором).

## Матеріально-технічна база
- 25 навчальних кабінетів, обладнаних сучасними мультимедійними засобами й кондиціонерами;
- 2 комп'ютерні аудиторії, 3-D принтер, фото- відеостудія;
- Мистецька галерея, відзначена дипломом "Зразковий музей";
- музей живопису, музей історії Ліцею, музей етнографії та побуту України;
- укриття;
- центр «Здоров'я» (психолог, медсестра);
- медіатека (бібліотечно-інформаційний центр, II місце в Україні за мультимедійним та бібліографічним наповненням;
- науково-методичний кабінет, актова зала, кафетерій;
- хореографічний та тренажерний зали, столи для настільного тенісу, спортивний майданчик;
- гардеробна з індивідуальними шафами.

## Педагогічний колектив
- 3 доктори наук, 12 кандидатів наук;
- 4 заслужених вчителів України;
- 2 лауреата Державної премії України в галузі освіти;
- 75% вчителів вищої кваліфікаційної категорії: вчителі-методисти, "Відмінники освіти", переможці конкурсу "Учитель року".

## Випускники
Лауреатка Нобелівської премії миру 2022 року Олександра Матвійчук, фундаторка Центру Громадянських свобод (2007) 
Політики та дипломати Ганна Онищенко, міністр кабінету міністрів (2014-2016), Ганна Новосад міністр освіти (2019), Леонід Ємець, Олександр Кравченко, Леся Оробець.
Відомі учені й науковці, кандидати та доктори наук, серед яких Владлен Мараєв співзасновник ютюб-проєкту "Історія без міфів", декан історичного факультету КНУ Іван Патриляк.
Відомі українські журналісти: Лідія Таран, Максим Драбок, Наталка Фіцич, Тетяна Кур, Ольга Годованець, Наталка Івченко (Турчак), Ганна Березецька, Богдана Носова, Наталя Неділько, Максим Буткевич;
Співачка Катя Чилі, режисер та актор Пилип Іллєнко, сценаристка Наталка Конончук, юрист Європейського суду з прав людини Ольга Дмитренко, Національний представник України в Eurimages Сергій Зленко.

## Нагороди
- Почесна грамота Міністерства науки та науки України, 1995 рік.
- Почесна грамота Кабінету Міністрів України, 2000 рік.
- Грамота Президента України Леоніда Кучми, 2001 рік.
- Диплом міжнародного відкритого Рейтингу популярності та якості «Золота Фортуна» про нагородження орденом «За розбудову України» імені Михайла Грушевського IV ступеня, 2001 рік.
- Нагородження Орденом Святого Рівноапостольного князя Володимира Великого II-го ступеня, 2001 рік.
- Почесна грамота національної комісії України у справах UNESCO, 2001 рік.
- Вітання Голови Верховної Ради України, 2006 рік.
- Почесна Грамота Академії педагогічних наук України, 2006 рік.
- Почесне звання «Лідер сучасної освіти», 2007, 2009, 2010 рік.
- 2019-2021 - І місце в Україні та Золота Сова за кількістю переможців Всеукраїнського рівня учнівських науково-дослідницьких робіт Малої Академії Наук.

УГЛ посідає перші місця в незалежних рейтингах оцінювання якості освіти в Україні серед закладів загальної середньої освіти. 

## Інше
Астероїд 318794 Углія, відкритий 2005 року в Андрушівській астрономічній обсерваторії, було названо на честь ліцею.